# Ceann Comhairle
Der Ceann Comhairle [ˈcʲɑːn̪ ˈkoːɾʲlʲə] (irisch: „Haupt [des] Rates“) ist der Vorsitzende oder politische Sprecher des irischen Unterhauses Dáil Éireann. Der Ceann Comhairle wird in der ersten Sitzung nach einer Wahl aus den Reihen der Unterhaus-Parlamentarier von diesen gewählt.

## Überblick
Vom Vorsitzenden wird strenge Unparteilichkeit verlangt. Unabhängig davon versucht die Regierung im Allgemeinen, die Wahl eines Vorsitzenden aus den eigenen Reihen zu erreichen. Um eine gewisse Unparteilichkeit zu erreichen, schreibt die irische Verfassung vor, dass ein Ceann Comhairle nicht erneut als Parlamentarier für das Unterhaus kandidieren darf – er gilt als quasi in seinem Wahlkreis wiedergewählt, bis er zurücktritt. Dies führt dazu, dass der Wahlkreis eines Ceann Comhairle bei einer Wahl einen Sitz weniger vergeben kann. Dieses Vorgehen wurde 1927 durch eine Verfassungsänderung eingeführt.
Der Ceann Comhairle nimmt nicht an Abstimmungen teil – er hat allerdings die entscheidende Stimme bei einem Unentschieden, die Hoheit über das Hausrecht sowie weitere Funktionen. Zu diesen gehören:
- Die Erteilung des Rederechts
- Die Einbringung von Fragen in das Unterhaus inkl. der Überwachung von deren Bearbeitung und der Verkündung des Ergebnisses
- Durch das ihm übertragene Hausrecht kann er Unterhaus-Mitglieder (vorübergehend) aus dem Dáil ausschließen. Im Fall größerer Unruhen kann er Sitzungen verschieben oder vorzeitig beenden.

## Geschichte
Die Position des Ceann Comhairle existiert schon so lange wie der Dáil, d. h. seit Schaffung des ersten (revolutionären) Dáil im Jahre 1919. Der erste Ceann Comhairle war Cathal Brugha, der das Amt allerdings nur einen Tag ausübte. Er führte den Vorsitz bei der ersten Versammlung und wurde dann Príomh Aire, d. h. Präsident des Dáil Éireann. Auch während der Freistaatenzeit von 1922 bis 1937 gab es den Ceann Comhairle, der offiziell „Vorsitzender des Dáil Éireann“ genannt wurde. Durch den Wegfall des Generalgouverneurs von 1936 bis 1937 gingen einige von dessen Funktionen auf den Ceann Comhairle über, der nun Gesetzesvorschläge final unterzeichnen musste sowie den Dáil einberufen und auflösen konnte. Auch bei der Schaffung der irischen Republik im Jahr 1937 wurde der Posten des Ceann Comhairle, zusammen mit der automatischen Wiederwahl, übernommen.
Seit 1931 ist dem Ceann Comhairle eine Kopie der mittelalterlichen Glocke von Lough Lene als Amtszeichen anvertraut.

## Liste der Cinn Chomhairle
| Nr. | Name                          | Dienstantritt   | Dienstende      | Partei                                     |
| 1   | Cathal Brugha                 | 21. Januar 1919 | 22. Januar 1919 | Sinn Féin                                  |
| 2   | Seán T. O’Kelly               | 22. Januar 1919 | 1921            | Sinn Féin                                  |
| 3   | Eoin MacNeill                 | 1921            | 1922            | Sinn Féin (Flügel der Vertragsbefürworter) |
| 4   | Michael Hayes                 | 1922            | 1932            | Cumann na nGaedheal                        |
| 5   | Frank Fahy                    | 1932            | 1951            | Fianna Fáil                                |
| 6   | Patrick Hogan                 | 1951            | 1967            | Irish Labour Party                         |
| 7   | Cormac Breslin                | 1967            | 1973            | Fianna Fáil                                |
| 8   | Seán Treacy (erste Amtszeit)  | 1973            | 1977            | Irish Labour Party                         |
| 9   | Joseph Brennan                | 1977            | 1980            | Fianna Fáil                                |
| 10  | Pádraig Faulkner              | 1980            | 1981            | Fianna Fáil                                |
| 11  | John O’Connell                | 1981            | 1982            | Irish Labour Party                         |
| 12  | Tom Fitzpatrick               | 1982            | 1987            | Fine Gael                                  |
|     | Seán Treacy (zweite Amtszeit) | 1987            | 1997            | Irish Labour Party                         |
| 13  | Séamus Pattison               | 1997            | 2002            | Irish Labour Party                         |
| 14  | Rory O’Hanlon                 | 2002            | 2007            | Fianna Fáil                                |
| 15  | John O’Donoghue               | 2007            | 2009            | Fianna Fáil                                |
| 16  | Séamus Kirk                   | 2009            | 2011            | Fianna Fáil                                |
| 17  | Seán Barrett                  | 2011            | 2016            | Fine Gael                                  |
| 18  | Seán Ó Fearghaíl              | 2016            | 2024            | Fianna Fáil                                |
| 19  | Verona Murphy                 | 2024            | im Amt          | Unabhängige                                |

## Leas-Cheann Comhairle
Als Leas-Cheann Comhairle wird der stellvertretende Vorsitzende des Dáil Éireann gemäß Artikel 15.9.1 der Verfassung bezeichnet. In Abwesenheit des Ceann Comhairle vertritt und erfüllt der Leas-Cheann Comhairle die Aufgaben und die Autorität des Ceann Comhairle in allen Angelegenheiten des Dáil. Früher war der Posten einem Abgeordneten der Opposition vorbehalten. Amt und Funktion sind mit dem Gehalt und dem Status eines Staatsministers verbunden.
| Dáil                    | (Lebenszeiten)               | Portrait           | Amtszeit          | Amtszeit          | Partei    | Partei              | Wahlkreis         |
| ----------------------- | ---------------------------- | ------------------ | ----------------- | ----------------- | --------- | ------------------- | ----------------- |
| 1. Dáil                 | John J. O’Kelly (1872–1957)  |                    | 1. April 1919     | 26. August 1921   |           | Sinn Féin           | Louth             |
| 2. Dáil                 | Brian O'Higgins (1882–1963)  |                    | 26. August 1921   | 28. Februar 1922  |           | Sinn Féin           | Clare             |
| 3. Dáil                 | Pádraic Ó Máille (1878–1946) |                    | 6. Dezember 1922  | 23. Mai 1927      |           | Cumann na nGaedheal | Galway            |
| 4. Dáil                 | Pádraic Ó Máille (1878–1946) |                    | 6. Dezember 1922  | 23. Mai 1927      |           | Cumann na nGaedheal | Galway            |
| 5. Dáil                 | James Dolan (1884–1955)      |                    | 1. Juli 1927      | 25. August 1927   |           | Cumann na nGaedheal | Leitrim–Sligo     |
| 6. Dáil                 | Patrick Hogan (1885–1969)    |                    | 27. Oktober 1927  | 8. März 1928      |           | Labour              | Clare             |
| 6. Dáil                 | Daniel Morrissey (1895–1981) |                    | 2. Mai 1928       | 29. Januar 1932   |           | Cumann na nGaedheal | Tipperary         |
| 7. Dáil                 | Patrick Hogan (1885–1969)    |                    | 15. März 1932     | 27. Mai 1938      |           | Labour              | Clare             |
| 8. Dáil                 | Patrick Hogan (1885–1969)    |                    | 15. März 1932     | 27. Mai 1938      |           | Labour              | Clare             |
| 9. Dáil                 | Patrick Hogan (1885–1969)    |                    | 15. März 1932     | 27. Mai 1938      |           | Labour              | Clare             |
| 10. Dáil                | Fionán Lynch (1889–1966)     |                    | 5. Juli 1938      | 12. Mai 1939      |           | Fine Gael           | Kerry South       |
| 10. Dáil                | Eamonn O’Neill (1882–1954)   |                    | 31. Mai 1939      | 31. Mai 1943      | Fine Gael | Cork West           |                   |
| 11. Dáil                | Daniel McMenamin (1882–1964) |                    | 20. Oktober 1943  | 12. Januar 1948   |           | Fine Gael           | Donegal East      |
| 12. Dáil                | Daniel McMenamin (1882–1964) |                    | 20. Oktober 1943  | 12. Januar 1948   |           | Fine Gael           | Donegal East      |
| 13. Dáil                | Patrick Hogan (1885–1969)    |                    | 25. Februar 1948  | 7. Mai 1951       |           | Labour              | Clare             |
| 14. Dáil                | Cormac Breslin (1902–1978)   |                    | 4. Juli 1951      | 7. November 1967  |           | Fianna Fáil         | Donegal West      |
| 15. Dáil                | Cormac Breslin (1902–1978)   |                    | 4. Juli 1951      | 7. November 1967  |           | Fianna Fáil         | Donegal West      |
| 16. Dáil                | Cormac Breslin (1902–1978)   |                    | 4. Juli 1951      | 7. November 1967  |           | Fianna Fáil         | Donegal West      |
| 17. Dáil                | Cormac Breslin (1902–1978)   | Donegal South-West | 4. Juli 1951      | 7. November 1967  |           | Fianna Fáil         |                   |
| 18. Dáil                | Cormac Breslin (1902–1978)   | Donegal South-West | 4. Juli 1951      | 7. November 1967  |           | Fianna Fáil         |                   |
| Denis Jones (1906–1987) |                              | 15. November 1967  | 5. Juli 1977      |                   | Fine Gael | Limerick West       |                   |
| Denis Jones (1906–1987) | 19. Dáil                     | 15. November 1967  | 5. Juli 1977      |                   | Fine Gael | Limerick West       |                   |
| Denis Jones (1906–1987) | 20. Dáil                     | 15. November 1967  | 5. Juli 1977      |                   | Fine Gael | Limerick West       |                   |
| 21. Dáil                | Seán Browne (1916–1996)      |                    | 6. Juli 1977      | 30. Juni 1981     |           | Fianna Fáil         | Wexford           |
| 22. Dáil                | Jim Tunney (1924–2002)       |                    | 7. Juli 1981      | 14. Dezember 1982 |           | Fianna Fáil         | Dublin North-West |
| 23. Dáil                | Jim Tunney (1924–2002)       |                    | 7. Juli 1981      | 14. Dezember 1982 |           | Fianna Fáil         | Dublin North-West |
| 24. Dáil                | John Joseph Ryan (1927–2014) |                    | 15. Dezember 1982 | 10. März 1987     |           | Labour              | Tipperary North   |
| 25. Dáil                | Jim Tunney (1924–2002)       |                    | 24. März 1987     | 4. Januar 1993    |           | Fianna Fáil         | Dublin North-West |
| 26. Dáil                | Jim Tunney (1924–2002)       |                    | 24. März 1987     | 4. Januar 1993    |           | Fianna Fáil         | Dublin North-West |
| 27. Dáil                | Joe Jacob (* 1939)           |                    | 10. Februar 1993  | 26. Juni 1997     |           | Fianna Fáil         | Wicklow           |
| 28. Dáil                | Rory O’Hanlon (* 1934)       |                    | 9. Juli 1997      | 6. Juni 2002      |           | Fianna Fáil         | Cavan–Monaghan    |
| 29. Dáil                | Séamus Pattison (1936–2018)  |                    | 18. Juni 2002     | 14. Juni 2007     |           | Labour              | Carlow-Kilkenny   |
| 30. Dáil                | Brendan Howlin (* 1956)      |                    | 26. Juni 2007     | 9. März 2011      |           | Labour              | Wexford           |
| 31. Dáil                | Michael Kitt (* 1950)        |                    | 31. März 2011     | 10. März 2016     |           | Fianna Fáil         | Galway East       |
| 32. Dáil                | Pat Gallagher (* 1948)       |                    | 7. Juli 2016      | 14. Januar 2020   |           | Fianna Fáil         | Donegal           |
| 33. Dáil                | Catherine Connolly (* 1957)  |                    | 23. Juli 2020     | 8. November 2024  |           | Unabhängige         | Galway West       |
| 34. Dáil                | John McGuinness (* 1955)     |                    | 19. Februar 2025  | amtierend         |           | Fianna Fáil         | Carlow–Kilkenny   |

## Fußnote
1. ↑  George Noble Plunkett hatte übergangsweise den Vorsitz des Dáil am 22. Januar 1919, bis im Verlauf dieser Versammlung Seán T. O’Kelly als neuer Ceann Comhairle gewählt wurde.